# جو وايت (ممثلة)
جو وايت (بالإنجليزية: Joanna Wyatt)‏ هي مغنية وممثلة بريطانية، ولدت في القرن العشرين في لندن في المملكة المتحدة.

## وصلات خارجية
- جو وايت (ممثلة) على موقع IMDb (الإنجليزية)
- جو وايت (ممثلة) على موقع ميوزك برينز (الإنجليزية)
- جو وايت (ممثلة) على موقع ديسكوغز (الإنجليزية)
- جو وايت (ممثلة) على موقع قاعدة بيانات الفيلم (الإنجليزية)